# ЕПС ЈП Површински копови „Косово” Обилић
Електропривреда Србије Јавно предузеће за производњу, прераду и транспорт угља Површински копови „Косово” са потпуном одговорношћу Обилић је српско државно предузеће за површинско ископавање угља са седиштем у Обилићу на Косову и Метохији. Привремено седиште предузећа се након 1999. године налази у Београду.

## Историја
Површинска метода експлоатације руде је започета у руднику Мираш, првобитно уклањањем отпада 1956. године, док су прве тоне угља из овог рудника произведене 1958. Са повећањем производње, настала је и потреба за отварање рудника у Белаћевцу. Рударски радови на отварању рудника Белаћевцу почели су уклањањем отпада 1964. године, док је експлоатација првих тона угља из овог рудника извршена 1969. године.
ЕПС ЈП ПК „Косово” Обилић је формално основала Електропривреда Србије (ЕПС) 21. децембра 1991. године.
Након рата на Косову и Метохији и НАТО агресије на Југославију 1999. године, на Косову и Метохији је 1. јула 1999. успостављена УНМИК-ова администрација, а Електропривреда Србије је изгубила приступ експлоатацији лигнита и мрког угља и уопштено целој инфраструктури и имовини на Косову и Метохији.
Због немогућности обављања основне делатности производње, транспорта и прераде угља на Косову и Метохији, део запослених у предузећу је ангажован на пословима из области пружања услуга за потребе свих огранака, одсека и техничких центара у оквру ЕПС-а у остатку Републике Србије.
Повратак на радна места запосленим Србима на Косову и Метохији је онемогућен, и ако су запослени поднели тужбу Саветодавној комисији за људска права при УНМИК-у којом је затражен повратак радника на радна места. Зараде запосленима су исплаћиване, висина зараде је зависила од радног ангажмана запослених. Током 2024. године већина запослених, око 1400 радника је била радно ангажована.
У мају 2013. Управа кримналистичка полиције је ухапсила бившег директора Драгана Радаковића због сумње у малверзацијске радње у ЕПС ЈП ПК „Косово” Обилић.
Електропривреда Србије на Косову и Метохији у свом власништву поседује још три предузећа, а то су:
- ЈП „Електрокосмет“ Приштина
- ЕПС ЈП Термоелектране „Косово” Обилић
- „Електросевер” д.о.о. Северна Митровица (новоосновано предузеће из 2016. године).[2][8]

## Активности и делатности
- Руковање рударском основном и помоћном механизацијом, чишћење и одржавање објеката на површинским коповима и термоелектранама.
- Разврставање, утовар и транспорт отпадног материјала на депонијама отпада, сеча растиња на мрежама ниског и високог напона.
- Ремонт и текуће одржавање роторних багера, ЕШ-а багера, транспортних трака, одлагача, постројења за прераду и сушење угља, ремонт и текуће одржавање термоенергетских објеката (млинова, додавача, дозатора, канала аеро смеше, вентилатора, допреме угља, кондензатора...)
- Монтажа транспортних трака и погонских станица.
- Антикорозионе заштите челичне конструкције термоенергетских постројења и рударске опреме.
- Сервисирање ручног електричног алата и вентила сигурности у сопственој лабораторији.
- Грађевинско-занатски радови на текућем одржавању, изградњи, санацији и адаптацији објеката.
- Електро монтажни радови на текућем одржавању, на контроли и замени мерних уређаја, ремонту, реконструкцији и ревитализацији на рударским машинама, изради кућних прикључака, искључењу потрошача и очитавању бројила у свим електродистрибуцијама.[5]

## Галерија
- Површински коп у близини Сибовца.
- Површински рудник угља Мираш.
- Транспорт угља у Површинским коповима у близини Обилића.
- Површински коп у близини Белаћевца.